# 納米比亞科技大學
納米比亞科技大學（英語：Namibia University of Science and Technology）是位在納米比亞首都溫荷克的一所公立高等教育機構。1994年納米比亞議會通過第33號法案，納米比亞理工學院（Polytechnic of Namibia）獲准設立。

## 歷史
該校的前身是1980年成立的「高等教育學院」，這是納米比亞地區第一個高等教育機構。在1985年南非通過的第9號法案中，該學院被分為普通大學、職業教育與科技研究學校三個學區。
1992年，普通大學部獨立為納米比亞大學（UNAM），而剩下的兩個學區在1994年的法案通過後被合併為納米比亞理工學院。

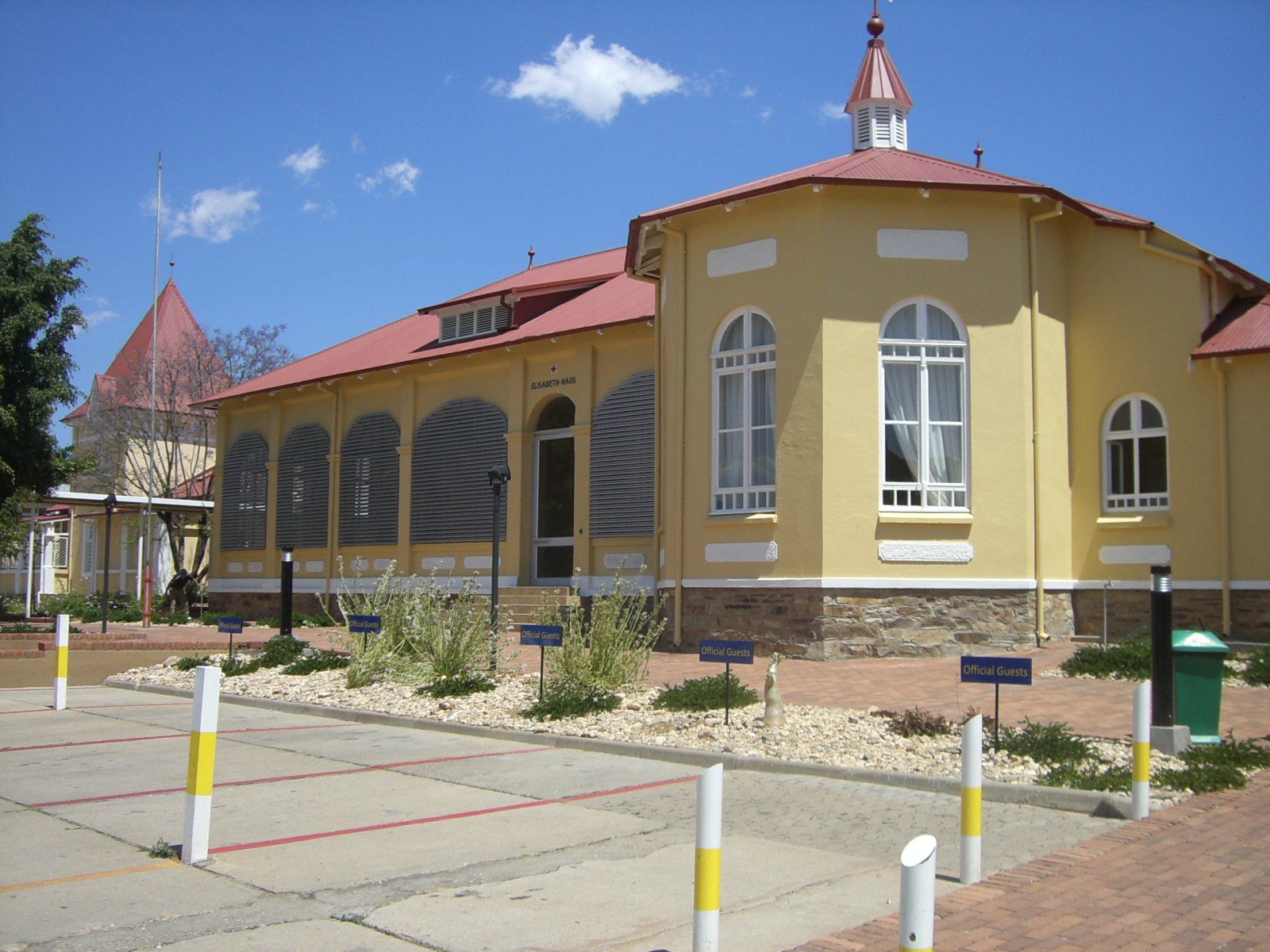
位在主校區的「伊莉莎白之屋」

該校共有兩個校區和數棟宿舍樓，均坐落在離溫荷克市中心不遠的郊區西溫荷克（Windhoek West）。主校區保有前身「高等教育學院」的一些建築。辦公中心在「伊麗莎白之屋」（Elisabeth house），為德國建築師威廉·桑德（Wilhelm Sander）在1907年時設計，最初是一家產科醫院，1986年起被使用成紀念館、學術評議室以及校長室。
科學技術校區就在主校區旁邊。這裡的建設1995年才開始，本來只有工程學院，現在已經有了圖書館、禮堂。

## 學術與人才培育

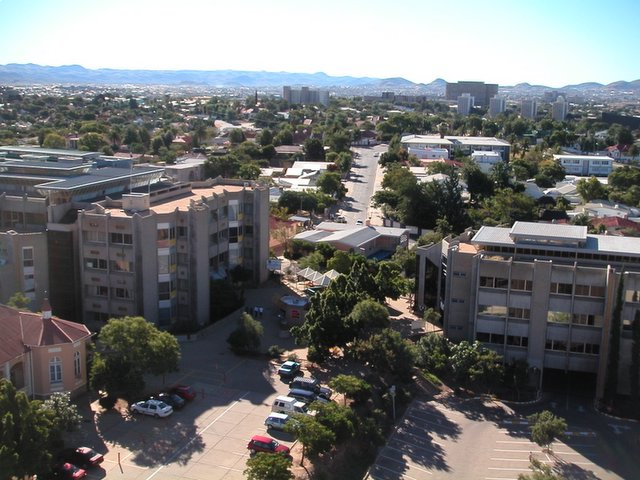
主校區

除了授予應用科學相關科目的學位外也提供更高層次的職業教育，學位與職訓通常是被結合起來的。
該校包含6項學術領域：商業管理、工程、資訊科技、新聞學、自然資源管理及醫學。

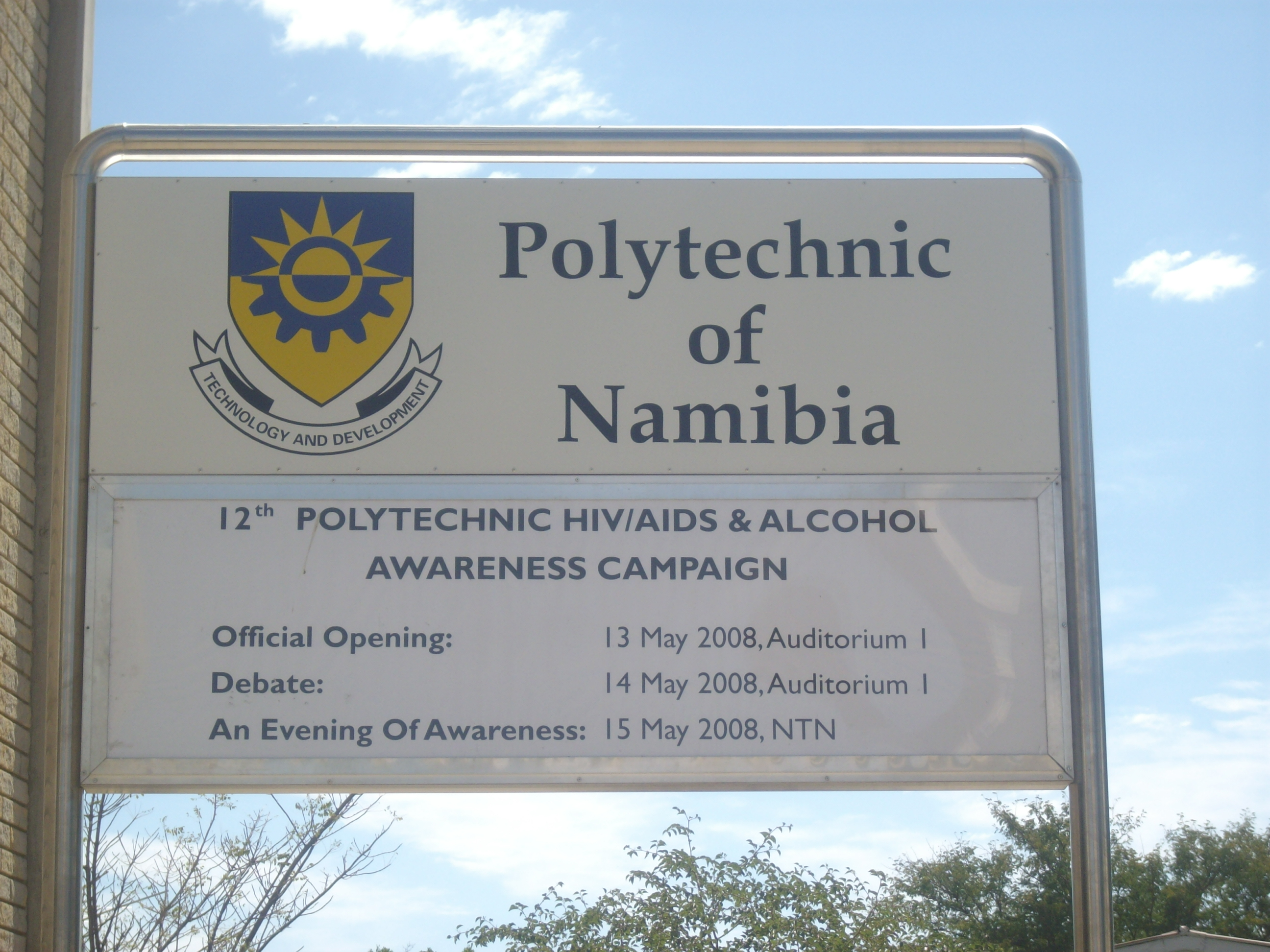
2008年設置的一座指標牌

## 競爭與排名
该校一直以來最大的競爭對手就是納米比亞大學——國內唯一的普通公立大學，這兩所大學始終維持在非洲地區大學排名的前50位。從2009年開始，納米比亞理工學院開始小幅度的領先納米比亞大學之排名。根據世界大學網路排名於2013年提供的結果，納米比亞理工學院在非洲位居第28位（全球第2,284位），而納米比亞大學在非洲則是第48位（全球第3,160位）。

## 命名爭議
該校多年來試圖想要變更他們的名字和地位，成為「納米比亞科技大學」（NUST）。2010年8月，議會否決了理工學院改名升格的提案，並指出若執行會影響到整個國家教育的組織架構。
2012年12月，改名升格案通過，教育部宣布納米比亞理工學院將展開為期5年的轉型過渡期。

## 活動
每年春天都會舉辦文化節，包含了國際美食節、跳蚤市場以及理工先生、理工小姐的選拔。

## 外部連結
- （英文）官方網站 （页面存档备份，存于）
- （英文） (PDF). 納米比亞政府.   [2010年8月23日]. （原始内容 (pdf)存档于2011年7月22日）.

22°36′40″S 17°03′27″E / 22.61111°S 17.05750°E